# Achering
Das Kirchdorf Achering ist ein Stadtteil der Großen Kreisstadt Freising im Landkreis Freising, Oberbayern. 

## Geographie
Der Ort liegt nahe der Isar, etwa sieben Kilometer südwestlich der Stadt Freising. Im Norden befinden sich die Pullinger Weiher, westlich liegen vor allem Ackerflächen. Nachbarorte sind Pulling und Mintraching (Grüneck). Östlich der Isar liegt Hallbergmoos. Der Flughafen München liegt nur wenige Kilometer östlich von Achering. Der Ort liegt in der Verlängerung einer der Startbahnen und ist deshalb von Fluglärm betroffen.

## Geschichte
Achering gehörte seit 1818 zur Gemeinde Pulling und wurde mit dieser am 1. Mai 1978 im Zuge der Gemeindegebietsreform in die Stadt Freising eingemeindet.

## Sehenswürdigkeiten
Am westlichen Ortsrand steht die katholische Filialkirche St. Peter und Paul.

## Verkehr
Durch den Ort führt die Staatsstraße 2350 (ehemalige Bundesstraße 11). Im Süden und Osten führt die A 92 am Ort vorbei, an der die Anschlussstelle Freising-Süd liegt. In Ortsnähe verläuft die Bahnstrecke München–Regensburg. Die nächsten Haltepunkte mit S-Bahnverkehr liegen in Neufahrn und Pulling. Der nächste Bahnhof mit Regionalverkehr ist der Bahnhof Freising. Im Ort hält der Expressbus X660 von Freising nach Garching Forschungszentrum.